# Kropswolderbuitenpolder
De Kropswolderbuitenpolder is een natuurgebied en een voormalig waterschap van ongeveer 260 hectare in de gemeente Midden-Groningen. In 1868 werd de Foxholsterbuitenpolder aan het waterschap toegevoegd.
Voormalige landbouwgrond is hier in de 20e eeuw gewijzigd in een natuurgebied. Begin jaren negentig van de 20e eeuw werden de eerste plasjes aangelegd en werd een oude meander van de rivier de Hunze uitgegraven. Het gebied kan als waterbergingsgebied fungeren in geval van extreme wateroverlast.
Het gebied grenst aan de noordzijde aan het Foxholstermeer, aan de westzijde aan de Hunze, aan de oostzijde aan de spoordijk Groningen-Hoogezand en aan de zuidzijde aan het recreatieterrein Meerwijck.
De polder maakt deel uit van het Natura 2000-gebied Zuidlaardermeergebied en wordt beheerd door Het Groninger Landschap. Waterstaatkundig gezien ligt het sinds 2000 binnen gebied van het waterschap Hunze en Aa's.